# Hussniya Jabara
Hussniya Jabara, née le 11 avril 1958 à Tayibe, est une femme politique israélienne. Elle est la première Arabe israélienne à siéger à la Knesset.

## Biographie
Membre du Na'amat, une organisation de femmes israéliennes affiliée au sionisme travailliste, elle prend la tête de la section de Tayibe entre 1992 et 1994. En 1995, elle intègre la direction de l'Institut juif-arabe du collège académique de Beit Berl. Elle devient ensuite présidente du département du Moyen-Orient à l'Institut international du collège.

### Politique
Aux élections de 1999, elle occupe la dixième place sur la liste du Meretz et est élue à la Knesset. Pendant ce mandat, elle est membre de la Sous-commission pour l'avancement du statut de la femme arabe et du Comité sur le statut de la femme. En 2002, elle se rend à Ramallah pour rencontrer Yasser Arafat.
En 2003, la liste de Meretz ne fait élire que six députés et elle n'est donc pas réélue.